# Шкупи
«Шкупи» (макед. ФК Шкупи; алб. KF Shkupi) — македонский футбольный клуб из Скопье. Домашние матчи команда проводит на стадионе «Чаир», вмещающем около 6000 зрителей. Ныне «Шкупи» выступает в Македонской первой лиге, высшем уровне в системе футбольных лиг Северной Македонии.

## История
Футбольный клуб из Скопье «Слога», испытывавший финансовые трудности, связанные с главным спонсором команды, компанией «Югомагнат», снялась с чемпионата Македонии по ходу сезона 2009/2010. В 2012 году она объединилась с футбольным клубом «Албарса», образовав «ФК Шкупи»
Однако Футбольная федерация Македонии не признала «Шкупи» преемником «Слоги Югомагнат». В отличие от этого случая национальная федерация признала новосозданный «Вардар» после объединения с клубом «Миравци»" преемником старого с сохранением всех его титулов и прописки в Первой лиге, так как самый популярный среди этнических македонцев должен был вылететь по итогам чемпионата 2010/2011. Тем не менее, несмотря на эти решения, болельщики «Слоги», её бывшие игроки и руководство признают «Шкупи» преемником своей команды.
В 2015 году «Шкупи» вышел в Македонскую первую лигу, став победителем во второй. По итогам сезона 2017/2018 команда заняла четвёртое место в чемпионате страны, что позволило ей дебютировать в еврокубках, в первом квалификационном раунде Лиги Европы УЕФА 2018/2019.

## Болельщики
Группа болельщиков команды известна как Shvercerat и была официально создана в 1989 году в Чаире в Скопье. Shvercerat с албанского языка переводится как «контрабандисты». Они поддерживали «Слогу Югомагнат» до её слияния и создания нынешнего «Шкупи». Как и «Шкендия» «Шкупи» — албанский клуб, болельщиками которого являются этнические албанцы, а также часть группы Tifozat Kuq e Zi, ультрас, поддерживающих сборную Албании в международных матчах. Националистическая албанская риторика зачастую используется болельщиками клуба в играх. Но «Шкупи» по уровню популярности не может соперничать со «Шкендией».
13 февраля 2011 года большая группа сторонников «Вардара», Komiti Skopje, собралось в крепости Скопье для защиты строительной площадки на её территории. Shvercerat, выступавшие против правительственного здания на площади старой крепости, прорвали полицейскую линию и вынудили фанатов «Вардара» покинуть крепость Скопье. Строительная площадка оставалась под контролем Shvercerat до тех пор, пока полиция не арестовала Омера Буньяку, лидера группы болельщиков.
Shvercerat известны тем, что им удавалось захватывать знамёна соперников своей команды.

## Текущий состав
| Номер | Игрок                 | Страна                                 | Позиция      |
| 1     | Кристиян Наумовски    | Флаг Северной Македонии                | Вратарь      |
| 12    | Артан Ильязи          | Флаг Северной Македонии                | Вратарь      |
| 31    | Амар Мельичи          | Флаг Северной Македонии                | Вратарь      |
| 2     | Абдул Рватубяе        | Флаг Руанды                            | Защитник     |
| 16    | Александар Гьюрковски | Флаг Северной Македонии                | Защитник     |
| 29    | Константин Чешмеджиев | Флаг Северной Македонии                | Защитник     |
| 4     | Ардит Ильязи          | Флаг Северной Македонии                | Защитник     |
| 3     | Блертон Шейи          | Флаг Северной Македонии · Флаг Албании | Защитник     |
| 34    | Фати Исмаили          | Флаг Северной Македонии                | Защитник     |
| 18    | Фисник Зука           | Флаг Северной Македонии · Флаг Албании | Защитник     |
| 33    | Томе Китановски       | Флаг Северной Македонии                | Защитник     |
| 6     | Фостин Сенгор         | Флаг Сенегала                          | Полузащитник |
| 30    | Али Адем              | Флаг Северной Македонии                | Полузащитник |
| 23    | Рамин Алии            | Флаг Северной Македонии                | Полузащитник |
| 10    | Фредди Альварез       | Флаг Коста-Рики                        | Полузащитник |
| 99    | Анид Абази            | Флаг Северной Македонии                | Нападающий   |
| 11    | Матей Цветановски     | Флаг Северной Македонии                | Нападающий   |
| 14    | Марьян Радески        | Флаг Северной Македонии                | Нападающий   |
| 7     | Кире Маркоски         | Флаг Северной Македонии                | Нападающий   |
| 20    | Валид Хамиди          | Флаг Алжира                            | Нападающий   |
| 8     | Кристиян Трапановски  | Флаг Северной Македонии                | Нападающий   |
| ?     | Реджан Абази          | Флаг Канады · Флаг Северной Македонии  | Нападающий   |
| 9     | Марко Гьоргиевски     | Флаг Северной Македонии                | Нападающий   |
| 19    | Мамадуба Бангура      | Флаг Гвинеи                            | Нападающий   |
| 15    | Барри Мухамаду Шахиб  | Флаг Сенегала                          | Нападающий   |

## История выступлений
| Сезон   | Лига           | Лига | Лига | Лига | Лига | Лига | Лига | Лига | Лига  | Кубок      | Еврокубки | Еврокубки |
| Сезон   | Лига           | И    | В    | Н    | П    | ЗГ   | ПГ   | О    | Место | Кубок      | Еврокубки | Еврокубки |
| ------- | -------------- | ---- | ---- | ---- | ---- | ---- | ---- | ---- | ----- | ---------- | --------- | --------- |
| 2012/13 | Третья (Север) | 28   | 23   | 4    | 1    | 80   | 26   | 73   | 1-е ↑ |            |           |           |
| 2013/14 | Вторая         | 29   | 16   | 4    | 9    | 56   | 31   | 52   | 4-е   | 1-й раунд  |           |           |
| 2014/15 | Вторая         | 27   | 16   | 5    | 6    | 44   | 19   | 53   | 1-е ↑ | 2-й раунд  |           |           |
| 2015/16 | Первая         | 32   | 9    | 11   | 12   | 29   | 34   | 38   | 6-е   | 2-й раунд  |           |           |
| 2016/17 | Первая         | 36   | 8    | 13   | 15   | 27   | 39   | 37   | 8-е   | 1/4 финала |           |           |
| 2017/18 | Первая         | 36   | 13   | 12   | 11   | 51   | 46   | 51   | 4-е   | 2-й раунд  |           |           |

## В еврокубках
| Сезон   | Соревнование          | Раунд   | Соперник    | Дома | В гостях | Итог |
| ------- | --------------------- | ------- | ----------- | ---- | -------- | ---- |
| 2018/19 | Лига Европы УЕФА      | 1-й кв. | Рейнджерс   | 0:0  | 0:2      | 0:2  |
| 2019/20 | Лига Европы УЕФА      | 1-й кв. | Пюник       | 1:2  | 3:3      | 4:5  |
| 2020/21 | Лига Европы УЕФА      | 1-й кв. | Нефтчи Баку |      | 1:2      | 1:2  |
| 2021/22 | Лига конференций УЕФА | 1-й кв. | Лапи        | 2:0  |          |      |